# بخش مرکزی شهرستان ارسنجان
بخش مرکزی شهرستان ارسنجان تنها بخش شهرستان ارسنجان در استان فارس ایران است.

## تقسیمات کشوری
- بخش مرکزی شهرستان ارسنجان
- ○ دهستان شوراب
  - دهستان خبریز
  - دهستان علی آباد ملک
- شهر: ارسنجان

## جمعیت
بنابر سرشماری مرکز آمار ایران، جمعیت بخش مرکزی شهرستان ارسنجان در سال ۱۳۸۵ برابر با ۴۱۱۰۳ نفر بوده است.